# End zone

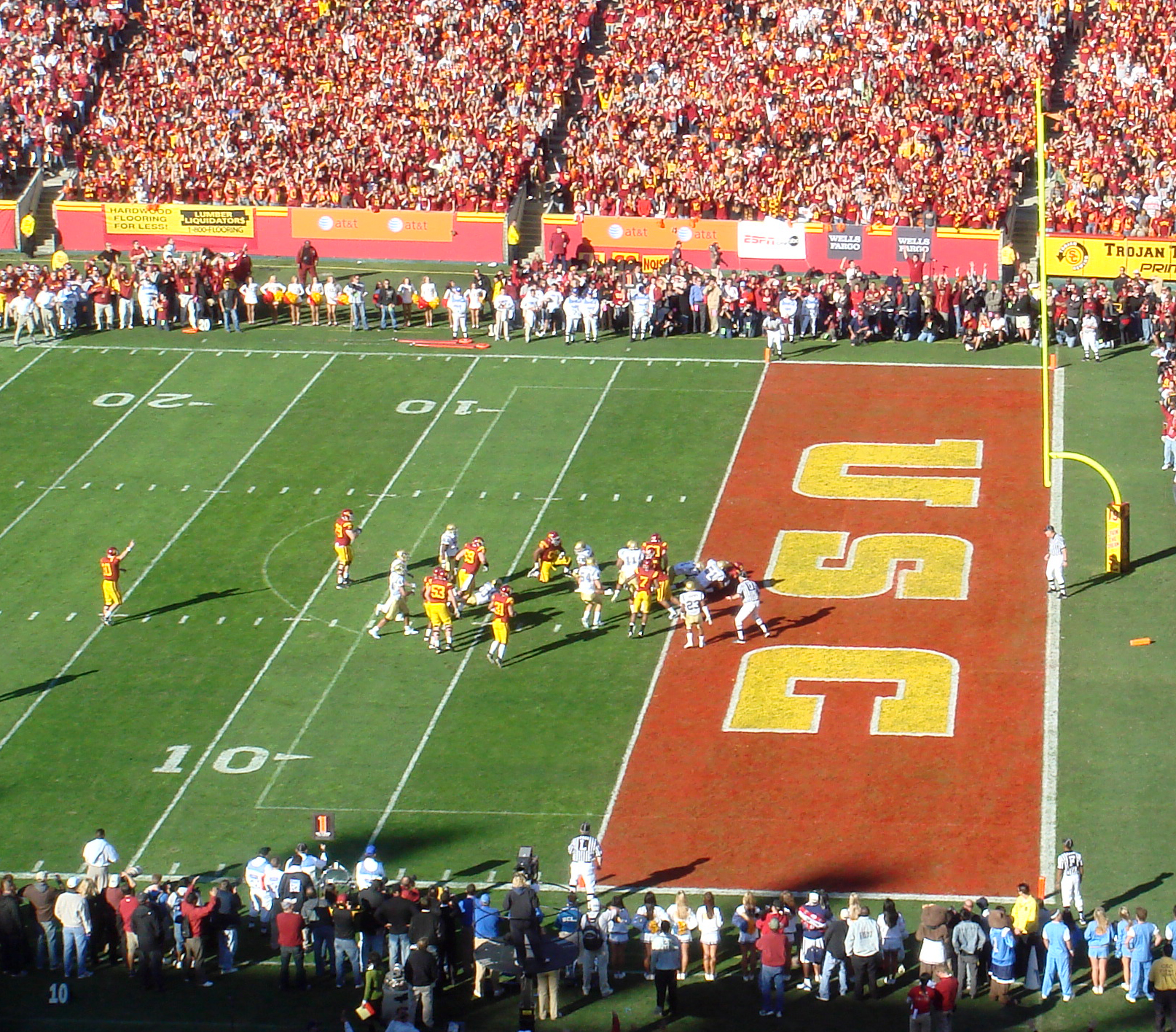
Een speler stort zich in de end zone.

De end zone is een term in zowel American als Canadian football. De end zone is het gebied tussen de doellijn en de eindlijn, dat tussen de zijlijnen van het veld ligt. Het wordt aangegeven met een witte lijn.
De end zone bij American football is 10 yards (± 9,1 meter) lang en 53⅓ yards (± 48,8 meter) breed. Bij Canadian football is de lengte 20 yards (± 18,2 meter) en de breedte 65 yards (± 59,4 meter).
Een team scoort een touchdown door met de bal de end zone van de tegenstander te betreden of door de bal te vangen binnen de end zone.

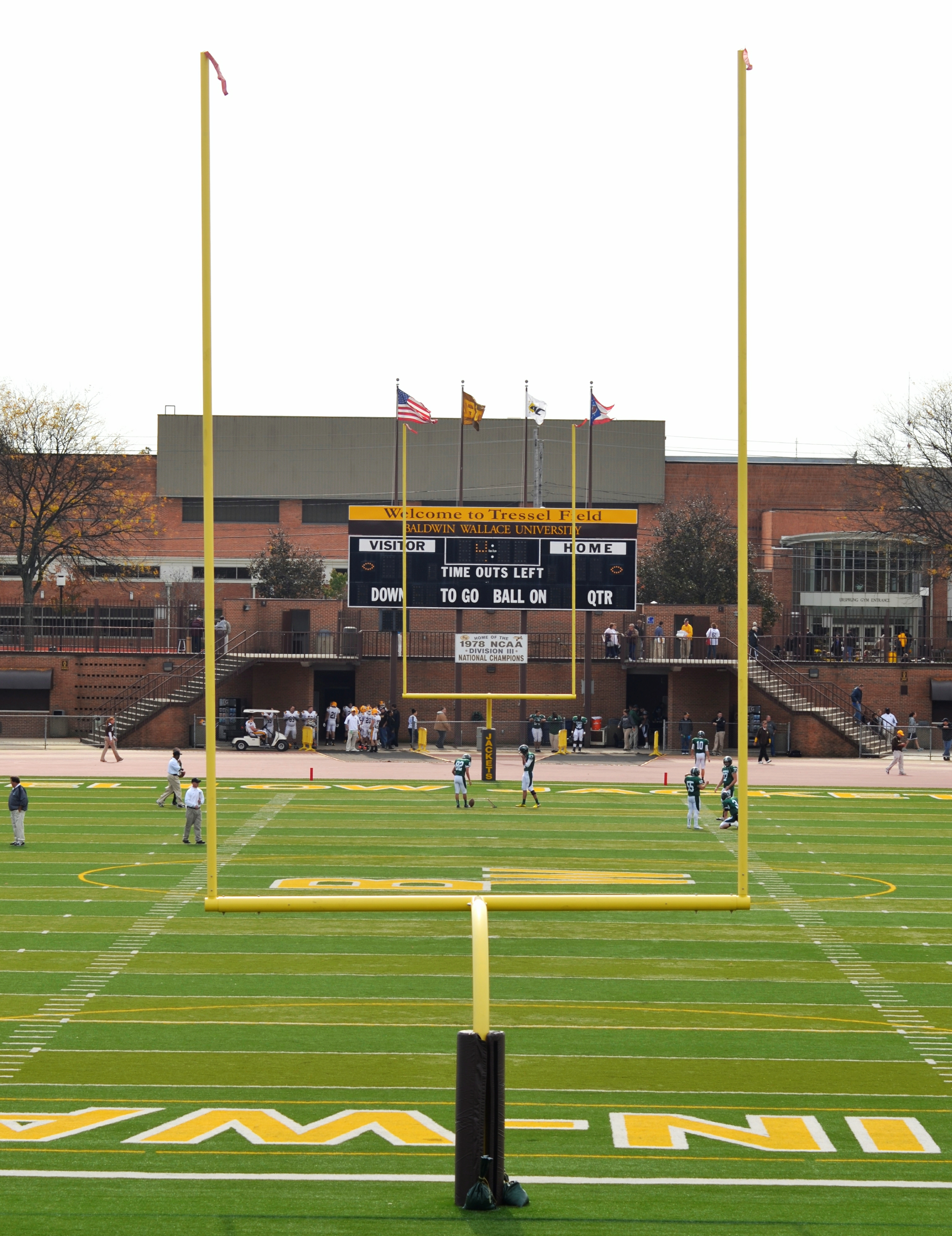
Doelpalen in de end zone

De locatie van de doelpalen verschilt per competitie, maar is altijd binnen de grenzen van de end zone geplaatst. Een team kan scoren door de kicker, een specialist in het trappen van de bal, de bal tussen de doelpalen en boven de lat te laten schieten (een fieldgoal).